# Чернишове
Чернишо́ве (до 1948 року — Огуз-Оглу, крим. Oğuz Oğlu) — село Перекопського району Автономної Республіки Крим. Розташоване на заході району.
Відстань від райцентру до населеного пункта становить 35 кілометрів по прямій.

## Географія
Чернишове — село на півночі району, в степовому Криму, за 3 км від узбережжя Каркінітської затоки Чорного моря, висота над рівнем моря — 13 м. Найближчі населені пункти — Вогні за 2 км на південний захід, Кропоткіне за 3,3 км на північний схід і Роздольне — за 3,2 км на схід, найближча залізнична станція — Красноперекопськ (на лінії Джанкой — Армянськ) — близько 45 км.